# ミネベア航空
ミネベア航空（ミネベアこうくう、英:NMB Air Operations Corp.）はかつて存在した日本の航空会社。ミネベアの子会社だった。2002年に運行を終了した。

## 概要
日本資本の航空会社だが、アメリカに本社を置く日系アメリカ企業だった。航空会社コードは不明。なお、アメリカシップナンバーの航空会社記号は「MB」だった。ミネベアの航空運送業務のみを担当していた。
1988年にエールフランスより購入したボーイング707貨物機によって、日本から東南アジアにあるミネベアの工場への部品輸送を開始した。
1995年からは貨客混載型のマクドネル・ダグラスDC10-30CF型をサベナ・ベルギー航空から購入し、空輸貨物とともに移動社員を乗客として運行していた。しかし、ローカルコンテンツの拡大により空輸貨物が減少した。
その上に、後継機となるマクドネル・ダグラス MD-11等の貨客混載型の中古機材が出回っておらず改造するにはブレークイーブンに達しない事が判明したため、2002年に会社を清算する事を決定し、運行を終了した。

## 保有していた機材
ボーイング727-100（機体記号N727CD）

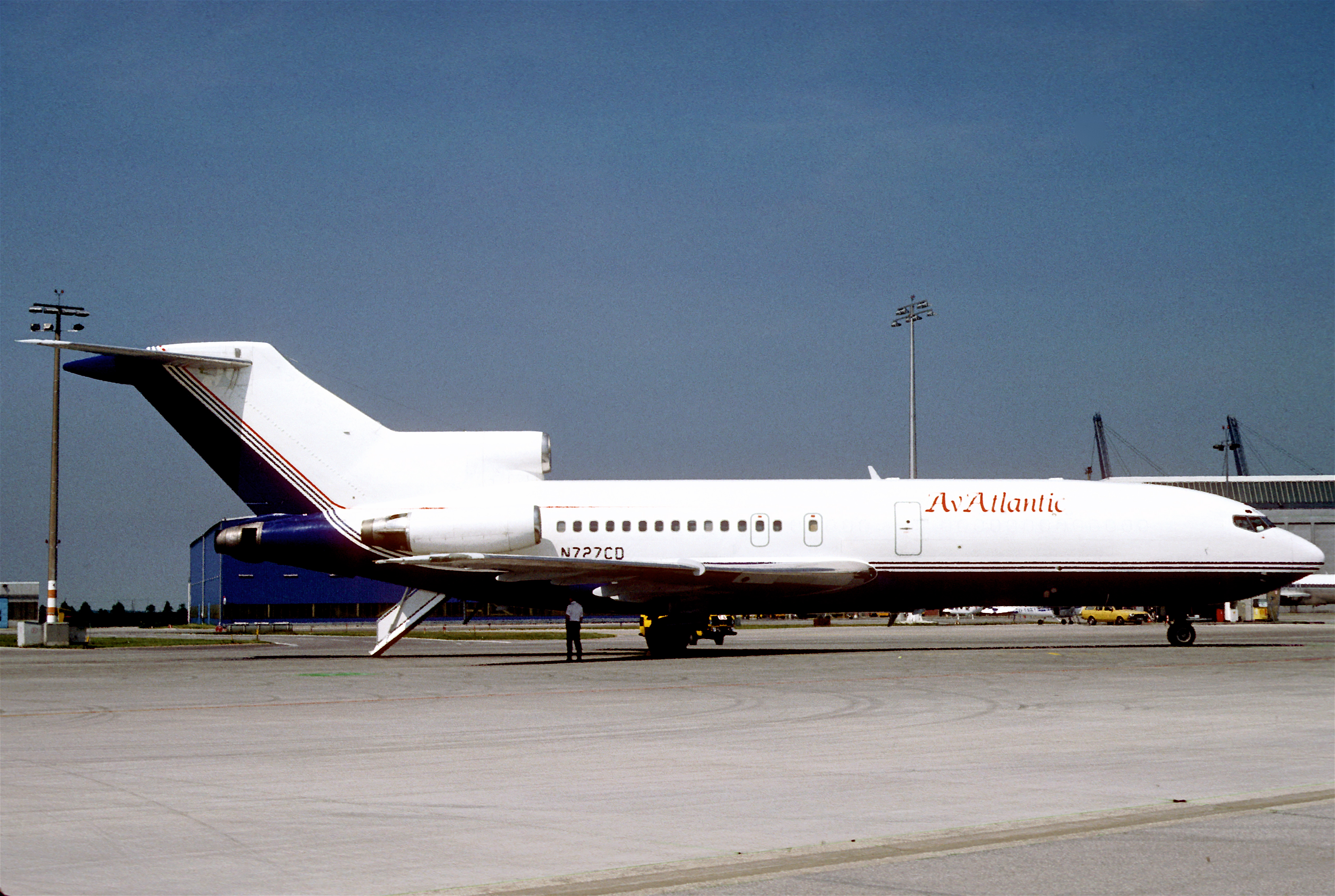
ボーイング727（N727CD）

- 1965年製造。使用期間は1985年 - 1988年。
- 元ユナイテッド航空およびコンチネンタル航空で使用されていた機体。[1]

ボーイング707-320C（機体記号N707MB）
- 1968年製造。使用期間は1988年 - 1995年。
- 元エールフランスF-BJCM→リース会社N723GS。現在はアメリカ空軍[2]で、E-8に改造されている。

マクドネル・ダグラスDC-10-30（機体記号N10MB）

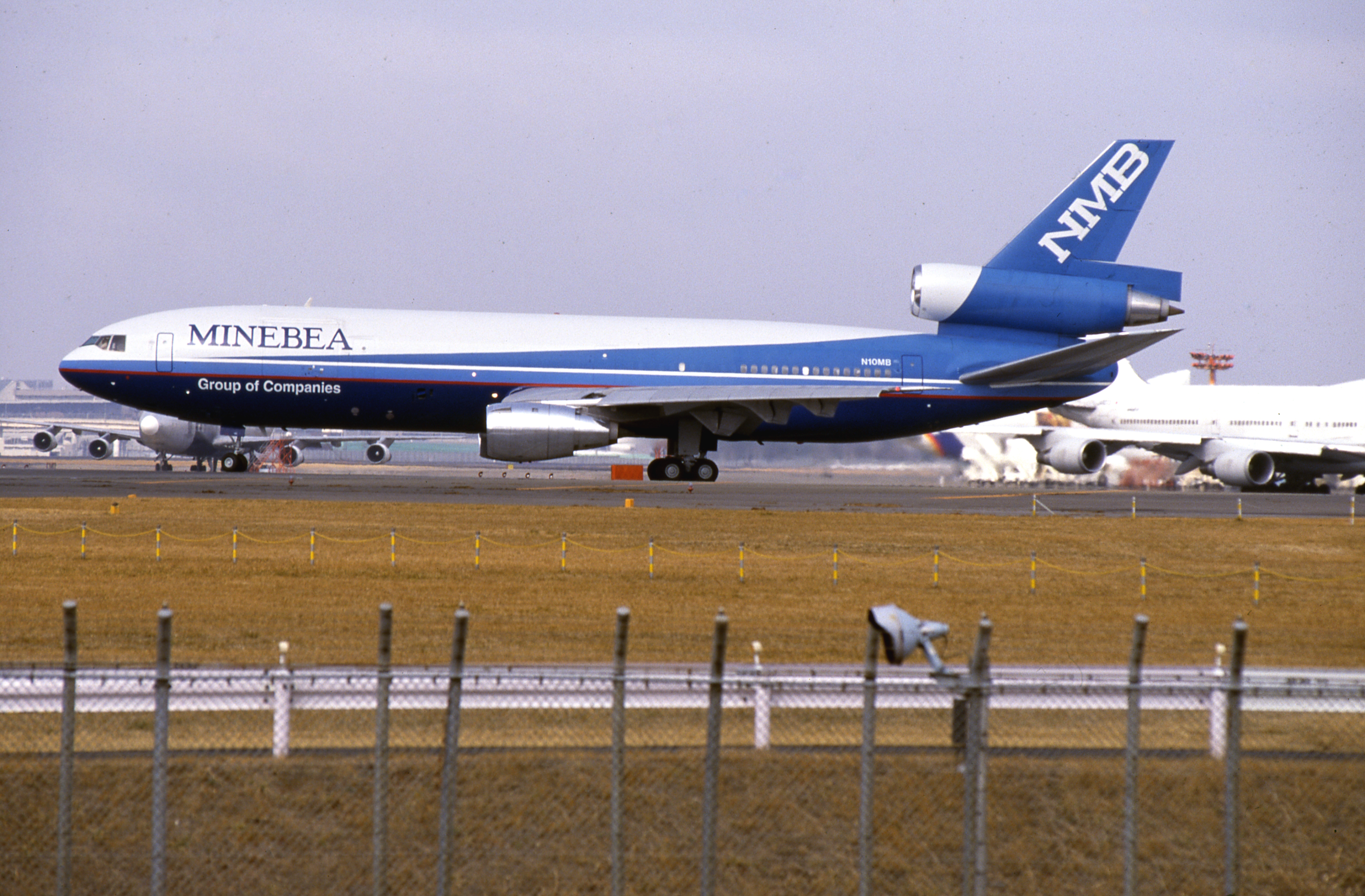
ダグラスDC-10-30（N10MB）

- 1974年製造。使用期間は1995年 - 2002年。
- 元はサベナ・ベルギー航空lOO-SLBで、現在はAvient AviationZ-ARL [3]。